# Stará Huta
Pour les articles homonymes, voir Stara Huta.
Stará Huta est un village de Slovaquie situé dans la région de Banská Bystrica.

## Histoire
Première mention écrite du village en 1350.

## Démographie

### Évolution de la population
| Année:               | 1994. | 2004.    | 2014.    | 2024.   |
| -------------------- | ----- | -------- | -------- | ------- |
| Nombre de personnes: | 422   | 377      | 335      | 302     |
| Différence:          |       | -10,66 % | -11,14 % | -9,85 % |

| Année:               | 2023. | 2024.   |
| -------------------- | ----- | ------- |
| Nombre de personnes: | 309   | 302     |
| Différence:          |       | -2,26 % |